# Poświątno
Poświątno (do 2010 Poświętne) – wieś w Polsce położona w województwie wielkopolskim, w powiecie średzkim, w gminie Dominowo.
Wieś duchowna Poświątne, własność dziekana kapituły katedralnej poznańskiej, pod koniec XVI wieku leżała w powiecie pyzdrskim województwa kaliskiego. W latach 1975–1998 miejscowość położona była w województwie poznańskim.
W 2010 roku zmieniono nazwę wsi z Poświętne na Poświątno.